# Westdoorn
Westdoorn is een gehucht gelegen tussen de Antwerpse plaatsen Wuustwezel en Gooreind. In Westdoorn bevindt zich de Sint-Willibrorduskapel uit 1613.
Naar verluidt zou het oorspronkelijk een nederzetting van kolenbranders zijn geweest; later werden er boerderijen gebouwd.